# Sulaymán de Marruecos
Mulay Sulaymán (en árabe: مولاي سليمان) (* Fez, 1766 –  1822). Sultán de Marruecos desde 1792 a 1822.
Miembro de la dinastía alauita, Sulaymán sucedió en el trono a su hermano Al-Yazid quien a la muerte del padre de ambos, Mohámmed III, se había autoproclamado sultán de Marruecos.

## Biografía
Antes de su fallecimiento, en 1792, Al-Yazid había repartido el reino entre sus cuatro hermanos lo que llevó a una guerra civil que finalizaría en 1795 con la victoria absoluta de Sulaymán. 
Continuó los trabajos de centralización y expansión del reino que había iniciado su padre, y puso fin a los actos de piratería que se producían en las costas marroquíes. Hizo cesar todo el comercio con Europa como medida de presión debido al conflicto que desde antiguo enfrentaba al país con España y Portugal lo que provocó un acercamiento diplomático con los Estados Unidos.
Hizo construir en Marrakech la mezquita Ali Ben Youssef, sobre una anterior mezquita almorávide del siglo XII de la que no dejó rastro alguno. A petición de Muley Sadiq Raïssouni, consejero del sultán, Abd ar-Rahmán ibn Hisham, sobrino de Mulay Sulaymán, fue nombrado sucesor. 
| Predecesor: Al-Yazid | Sultán de Marruecos 1792 - 1822 | Sucesor: Abd al-Rahmán |

- Datos: Q1355038